# Slobodan Dubajić
Slobodan Dubajić (nacido el 19 de febrero de 1963) es un exfutbolista serbio que se desempeñaba como defensa.
En 1994, Slobodan Dubajić jugó para la selección de fútbol de Serbia.

## Trayectoria

### Clubes
| Club                  | País       | Año         |
| --------------------- | ---------- | ----------- |
| FK Proleter Zrenjanin | Yugoslavia | 1982 - 1991 |
| VfB Stuttgart         | Alemania   | 1991 - 1996 |
| Zeytinburnu SK        | Turquía    | 1996 - 1997 |
| Vegalta Sendai        | Japón      | 1997 - 2000 |

### Selección nacional
| Selección | País   | Año  |
| --------- | ------ | ---- |
| Absoluta  | Serbia | 1994 |

## Estadística de equipo nacional
| Selección de fútbol de Serbia | Selección de fútbol de Serbia | Selección de fútbol de Serbia |
| Año                           | Part.                         | Goles                         |
| ----------------------------- | ----------------------------- | ----------------------------- |
| 1994                          | 1                             | 0                             |
| Total                         | 1                             | 0                             |